# Schwarzenau (Niederösterreich)
Schwarzenau ist eine Marktgemeinde mit 1470 Einwohnern (Stand 1. Jänner 2025) im Bezirk Zwettl in Niederösterreich.

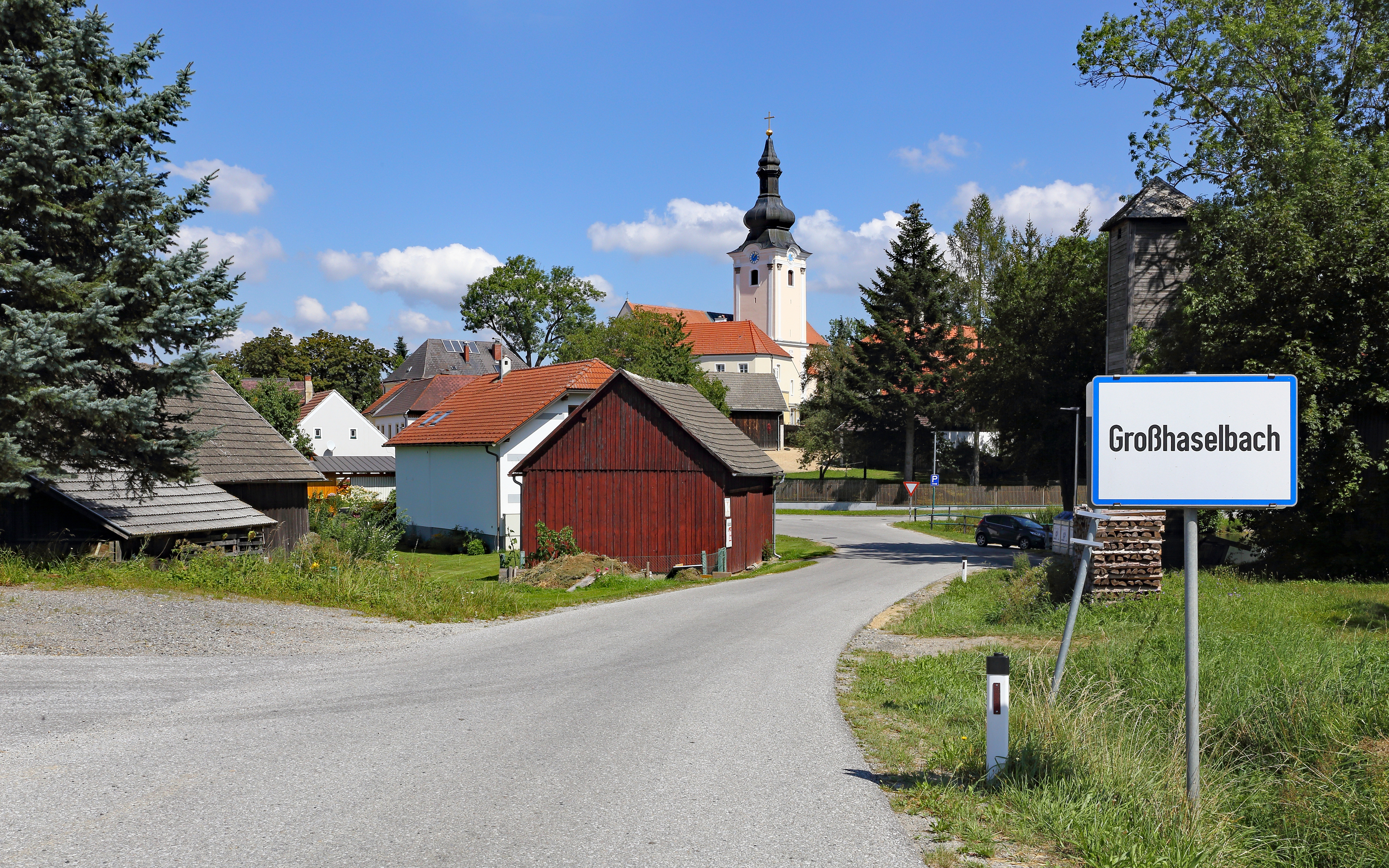
Der Ort Großhaselbach der Gemeinde Schwarzenau.

## Geografie

### Geografische Lage
Schwarzenau liegt im Waldviertel in Niederösterreich und wird von der Deutschen Thaya durchflossen. Die Fläche der Marktgemeinde umfasst 28,12 Quadratkilometer. 19,69 Prozent der Fläche sind bewaldet.

### Gemeindegliederung
Das Gemeindegebiet umfasst folgende acht Ortschaften (in Klammern Einwohnerzahl Stand 1. Jänner 2025):
- Ganz (54)
- Großhaselbach (137)
- Hausbach (243)
- Limpfings (41)
- Modlisch (15)
- Schlag (47)
- Schwarzenau (822)
- Stögersbach (111)

Die Gemeinde besteht aus den Katastralgemeinden Ganz, Großhaselbach, Hausbach, Limpfings, Modlisch, Schlag, Schwarzenau und Stögersbach.

### Nachbargemeinden
| Vitis (Waidhofen) | Windigsteig (Waidhofen)                     |                      |
|                   | Kompassrose, die auf Nachbargemeinden zeigt | Göpfritz an der Wild |
| Echsenbach        |                                             | Allentsteig          |

## Geschichte
Die erste urkundliche Erwähnung stammt aus dem Jahr 1150. Darin wird ein Ort Schwarzenowe (Schwarzenau) genannt, für den die Herren von Kaja-Kamegg, Verwandte der Kuenringer, dem Passauer Bischof Zehente zahlten. In dieser Zeit wurde auch eine Burg „Thurnberg“ nördlich des heutigen Schlosses errichtet. Dieses Schloss wurde am Ende des 12. Jahrhunderts als neue Burg erbaut und 1592 von Reichard Streun zu einem Renaissanceschloss umgebaut. Die alte Burg ist heute nicht mehr erhalten.

Am 4. November 1875 entgleiste bei Schwarzenau auf einem 10 Meter hohen Damm, auf dem die Franz-Josefs-Bahn in einer Kurve auf eine Brücke zulief, gegen Mitternacht ein Personenzug, weil ein Gleiskörper gelockert worden war. Zehn Menschen starben, 81 wurden verletzt.
Die Gemeinden Schwarzenau, Großhaselbach, Hausbach und Stögersbach wurden am 1. Jänner 1972 fusioniert, die neue Gemeinde hieß weiterhin Schwarzenau.

### Einwohnerentwicklung
Von 1981 bis 2001 waren Wanderungsbilanz und Geburtenbilanz negativ. Danach wurde die Wanderungsbilanz positiv, konnte das Geburtendefizit aber nicht ausgleichen.
| Schwarzenau: Einwohnerzahlen von 1869 bis 2025      | Schwarzenau: Einwohnerzahlen von 1869 bis 2025 | Schwarzenau: Einwohnerzahlen von 1869 bis 2025 | Schwarzenau: Einwohnerzahlen von 1869 bis 2025 | Schwarzenau: Einwohnerzahlen von 1869 bis 2025 |
| --------------------------------------------------- | ---------------------------------------------- | ---------------------------------------------- | ---------------------------------------------- | ---------------------------------------------- |
| Jahr                                                |                                                |                                                |                                                | Einwohner                                      |
| 1869                                                | 1869                                           |                                                | 1.639                                          | 1.639                                          |
| 1880                                                | 1880                                           |                                                | 1.789                                          | 1.789                                          |
| 1890                                                | 1890                                           |                                                | 1.806                                          | 1.806                                          |
| 1900                                                | 1900                                           |                                                | 1.764                                          | 1.764                                          |
| 1910                                                | 1910                                           |                                                | 1.986                                          | 1.986                                          |
| 1923                                                | 1923                                           |                                                | 1.929                                          | 1.929                                          |
| 1934                                                | 1934                                           |                                                | 1.956                                          | 1.956                                          |
| 1939                                                | 1939                                           |                                                | 1.993                                          | 1.993                                          |
| 1951                                                | 1951                                           |                                                | 1.995                                          | 1.995                                          |
| 1961                                                | 1961                                           |                                                | 1.923                                          | 1.923                                          |
| 1971                                                | 1971                                           |                                                | 1.910                                          | 1.910                                          |
| 1981                                                | 1981                                           |                                                | 1.929                                          | 1.929                                          |
| 1991                                                | 1991                                           |                                                | 1.714                                          | 1.714                                          |
| 2001                                                | 2001                                           |                                                | 1.591                                          | 1.591                                          |
| 2011                                                | 2011                                           |                                                | 1.546                                          | 1.546                                          |
| 2021                                                | 2021                                           |                                                | 1.496                                          | 1.496                                          |
| 2025                                                | 2025                                           |                                                | 1.470                                          | 1.470                                          |
| Quelle(n): Statistik Austria, Gebietsstand 1.1.2021 |                                                |                                                |                                                |                                                |

## Kultur und Sehenswürdigkeiten
- Schloss Schwarzenau

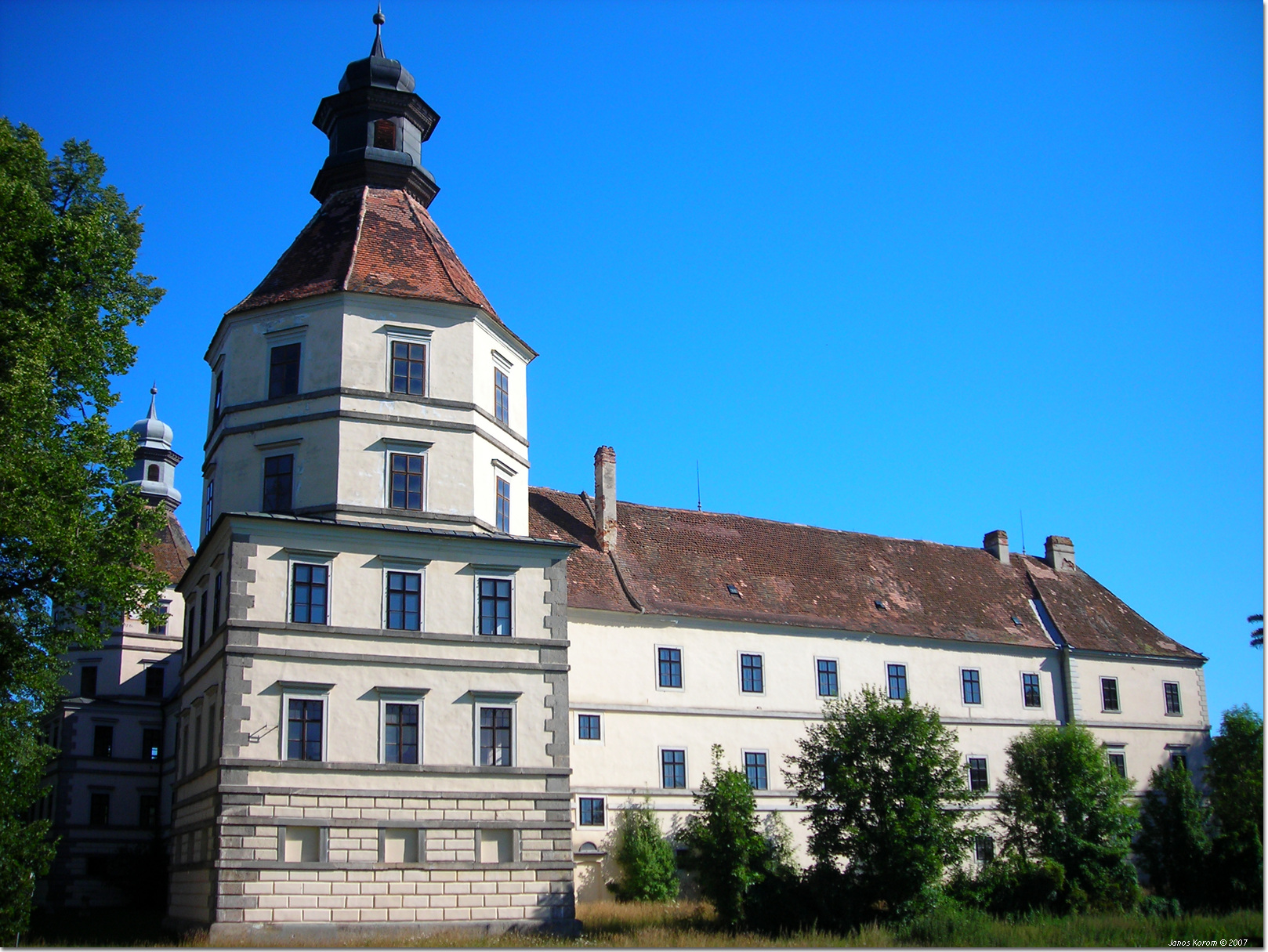
Schloss Schwarzenau

- Katholische Pfarrkirche Großhaselbach hl. Martin
- Katholische Pfarrkirche Schwarzenau Herz Mariä

## Wirtschaft und Infrastruktur
Nichtlandwirtschaftliche Arbeitsstätten gab es im Jahr 2001 60, land- und forstwirtschaftliche Betriebe nach der Erhebung 1999 95. Die Zahl der Erwerbstätigen am Wohnort betrug nach der Volkszählung 2001 680. Die Erwerbsquote lag 2001 bei 43,87 Prozent.

### Regionale Zusammenarbeit
Die Marktgemeinde Schwarzenau ist Mitglied der Kleinregion ASTEG.

### Öffentliche Einrichtungen
In Schwarzenau befindet sich ein Kindergarten und eine Volksschule.

### Verkehr

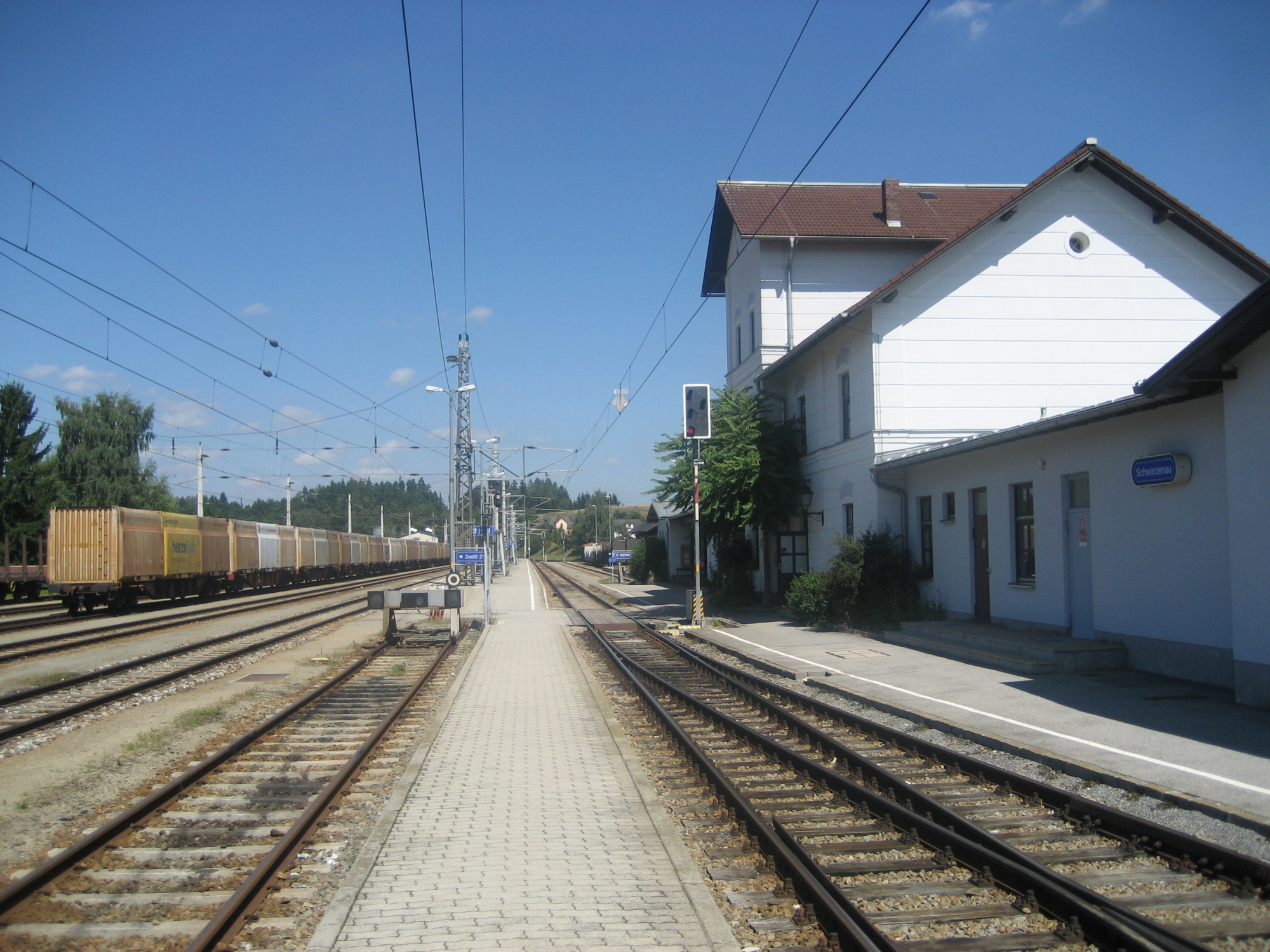
Bahnhof Schwarzenau

- Eisenbahn: An der Franz-Josefs-Bahn liegend, hat Schwarzenau zweistündig eine Direktverbindung nach Wien (Stand 2021).[8] Im Bahnhof Schwarzenau zweigt die Zwettlerbahn nach Gutenbrunn ab, auf dieser verkehren Güter- und sehr selten Nostalgiezüge. Bis 2010 war dort der Personenverkehr noch aktiv.[9]
- Straße: Quer durch das Gemeindegebiet verläuft die Waldviertler Straße B2.

## Politik

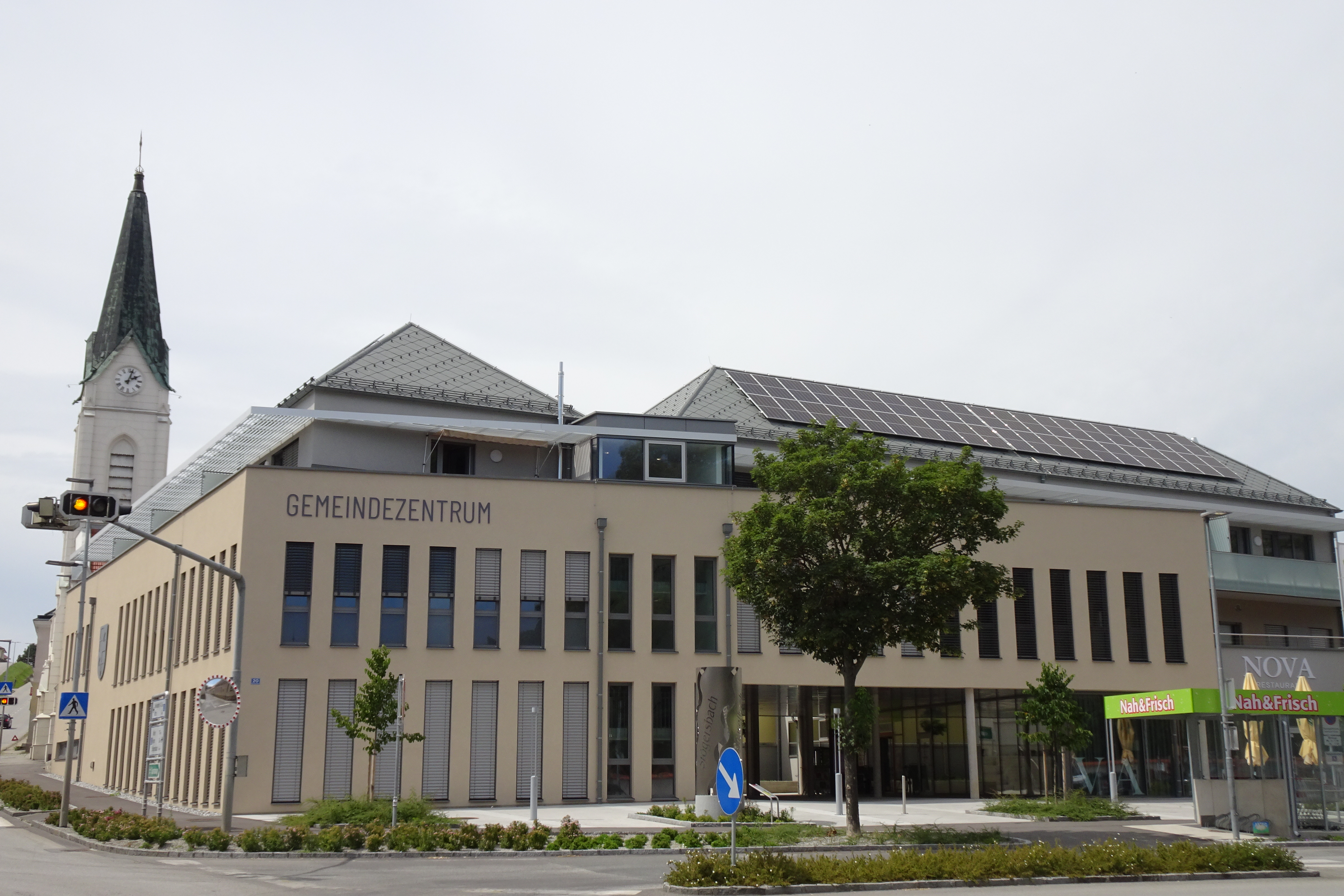
Das 2023 fertiggestellte Gemeindezentrum, in dem neben der Gemeindeverwaltung auch andere Institutionen untergebracht sind, unter anderem eine Außenstelle der BH Zwettl

### Gemeinderat
Im Marktgemeinderat gibt es seit der Gemeinderatswahl vom 26. Jänner 2025 bei insgesamt 19 Sitzen folgende Mandatsverteilung: ÖVP 11, SPÖ 6 und FPÖ 2.

### Bürgermeister
Bürgermeister der Marktgemeinde ist Karl Elsigan, Amtsleiterin Karin Regen-Vokroy. Frühere Bürgermeister: Othmar Winkelhofer, Hugo Hammerl.

## Persönlichkeiten

### Söhne und Töchter der Gemeinde
- Stephan Rössler (1842–1923), Zisterzienser, Abt des Stiftes Zwettl 1878–1923
- Florian Berndl (1856–1934), österreichischer Naturheilkundler, wurde in der Ortschaft Großhaselbach geboren.
- Johann Böhm (1886–1959), österreichischer Gewerkschaftsfunktionär und Politiker (SPÖ), geboren in der Ortschaft Stögersbach.

### Mit der Gemeinde verbundene Persönlichkeiten
- Erich Farthofer (* 1951), Politiker
- Johann Lampeitl (* 1957), Landesamtsdirektor-Stellvertreter